# محمد عسيري (لاعب كرة قدم مواليد 1992)
محمد عسيري، حارس مرمى سعودي يلعب حالياً في نادي النجوم.

## مسيرة اللاعب
لعب في نادي القادسية ونادي الباطن ونادي الثقبة ونادي العدالة ونادي الساحل ونادي الترجي ونادي التقدم ونادي النجوم.

## روابط خارجية
- محمد عسيري على موقع قاعدة بيانات كرة القدم.إي يو (الإنجليزية)
- محمد عسيري على موقع Soccerway.com (الإنجليزية)